# ویل استیونز
ویلیام «ویل» استیونز (انگلیسی: ‎William "Will" Stevens‎؛ زادهٔ ۲۸ ژوئن ۱۹۹۱ در روچفورد، اسکس) رانندهٔ مسابقات اتومبیل‌رانی اهل بریتانیا است که از فصل ۲۰۱۴ تا ۲۰۱۵ در مجموع در بیست گراند پری از مسابقات جهانی فرمول یک شرکت کرد، اما موفق به کسب هیچ امتیازی نشد.